# Deutsche Leichtathletik-Hallenmeisterschaften 1957
Die vierten Deutschen Leichtathletik-Hallenmeisterschaften fanden am 23. März 1957 in der Kieler Ostseehalle statt. Gelaufen wurde auf einer 150 m langen Rundbahn.

## Medaillengewinner

### Männer
| Disziplin      | Gold                                                                  | Silber                                                                          | Bronze                                                                     |
| -------------- | --------------------------------------------------------------------- | ------------------------------------------------------------------------------- | -------------------------------------------------------------------------- |
| 60 m           | Erhard Maletzki (TuS Eving-Lindenhorst)                               | Walter Mahlendorf (Hannover 96)                                                 | Lothar Knörzer (Karlsruher SC)                                             |
| 400 m          | Jürgen Kühl (SuS Bergedorf)                                           | Albert Radusch (OSV Hörde)                                                      | Lothar Prinz (PSV München)                                                 |
| 800 m          | Paul Schmidt (OSV Hörde)                                              | Helmut Janz (Rot-Weiß Oberhausen)                                               | Edmund Brenner (Stuttgarter Kickers)                                       |
| 1500 m         | Alfred Brandt (TSV 1860 München)                                      | Günther Timm (Rot-Weiß Koblenz)                                                 | Rolf Lamers (SpVgg Sterkrade)                                              |
| 3000 m         | Stefan Lüpfert (VfB Stuttgart)                                        | Hans Hüneke (VfL Wolfsburg)                                                     | Ludwig Müller (Weseler TV)                                                 |
| 60 m Hürden    | Rudolf Felger (TSG Backnang)                                          | Karl-Ernst Schottes (Rot-Weiß Koblenz)                                          | Dieter Woytecki (SC Greven 09)                                             |
| 4 × 400 m      | OSV Hörde (Paul Schmidt, Kurt Heise, Udo Waldheim, Manfred Poerschke) | LAV Menden (Karl Breer, Wilhelm Bielemeyer, Egon Ritter, Hans-Walter Friedrich) | SuS Bergedorf (Norman Weiß, Claus Beissner, Reinald Bohnhoff, Jürgen Kühl) |
| Hochsprung     | Werner Bähr (VfL Wolfsburg)                                           | Markolf Groß (VT Böhl)                                                          | Werner Weber (MTG Mannheim)                                                |
| Stabhochsprung | Horst Drumm (Rot-Weiß Koblenz)                                        | Willi Reißmann (TV Fürth 1860)                                                  | Rudolf Heil (Schwarz-Weiß Westende Hamborn)                                |
| Weitsprung     | Jürgen Neuß (SG Couven-Gymnasium Aachen)                              | Dieter Witte (OSC Berlin)                                                       | Ronald Krüger (Club zur Vahr)                                              |
| Kugelstoßen    | Hermann Lingnau (Hannover 96)                                         | Karl-Heinz Wegmann (Dortmunder SC 95)                                           | Dieter Möhring (SV St. Georg von 1895)                                     |

### Frauen
| Disziplin   | Gold                                                                                  | Silber                                                                               | Bronze                                                              |
| ----------- | ------------------------------------------------------------------------------------- | ------------------------------------------------------------------------------------ | ------------------------------------------------------------------- |
| 60 m        | Renate Nitschke (OSV Hörde)                                                           | Charlotte Schmidt (OSV Hörde)                                                        | Helga Sträter (LAV Menden)                                          |
| 60 m Hürden | Regina Bock (TK Hannover)                                                             | Marianne Müller (OSC Berlin)                                                         | Ursula Diosegi (SuS Bergedorf)                                      |
| 4 × 150 m   | OSV Hörde (Charlotte Schmidt, Luise Taczanowiak, Christel Schneider, Renate Nitschke) | OSC Berlin (Hannelore Swienty, Marianne Müller, Ingrid Gottsmann, Brigitte Gottwald) | TK Hannover (Helga Sturm, Elsbeth Stauga, Regina Bock, Jutta Meyer) |
| Hochsprung  | Ilia Hans (SpVgg Bissingen)                                                           | Wilhelmine Schubert (1. FC Nürnberg)                                                 | Ines Wagner (Oldenburger Turnerbund)                                |
| Weitsprung  | Marga Weidner (SV Bayer 04 Leverkusen)                                                | Ilsabe Heider (SV St. Georg von 1895)                                                | Ursula Diosegi (SuS Bergedorf)                                      |
| Kugelstoßen | Marianne Werner (SC Greven 09)                                                        | Sigrun Grabert (Stuttgarter Kickers)                                                 | Anne-Chatrine Lafrenz (LSV Gut Heil Lübeck)                         |